# Actio in rem
Die actio in rem ist ein Rechtsinstitut des römischen Privatrechts.
Die actio in rem ist auf die Herausgabe einer Sache (rem) gerichtet. Im antiken römischen Recht wurde mit ihr ein absolutes Recht (beispielsweise Eigentum) bei Beeinträchtigung verfolgt. Abgegrenzt wird diese Legisaktion gegen Klagen, die sich gegen eine Person richteten, weil mit ihr die Befriedigung relativer Rechte (Ansprüche) verfolgt wurden.